# Carlos Linazza
Carlos Linazza, vollständiger Name Carlos Abel Linazza, (* 29. September 1933 in Saladillo, Buenos Aires, Argentinien; † 1. Dezember 2007 in Punta del Este, Maldonado, Uruguay) war ein argentinischer Fußballspieler.

## Karriere

### Verein
Mittelfeldakteur Linazza spielte zunächst in der Jugendabteilung von Estudiantes de La Plata. Er stand zu Beginn seiner Karriere 1954 in Reihen der All Boys in der Primera B. 1955 gehörte er dem Kader von Quilmes an, die in der gleichen Liga antraten. Bei den beiden letztgenannten Vereinen absolvierte er jedoch insgesamt nur acht Ligapartien und schoss drei Tore. 1956 wechselte er nach Peru zu Centro Iqueño. In der Spielzeit 1957 wurde er mit der von seinem Landsmann Roberto Scarone trainierten Mannschaft Meister. Im die Meisterschaft entscheidenden Spiel bezwang man am 5. Januar 1958 Universitario mit 2:1. Nachdem Trainer Scarone den Klub verlassen hatte, konnte der Erfolg mit einem 6. bzw. 3. Platz in den Folgejahren nicht wiederholt werden. Diese Karrierestation in Peru währte bis ins Jahr 1959. In jenem Jahr führt ihn sein Weg gegen Ende der Saison nach Europa, wo ein Vertragsschluss mit Real Betis de Sevilla an der fehlenden Zustimmung der Federación Española de Fútbol scheiterte. 1960 schloss er sich dem in Montevideo beheimateten Club Atlético Peñarol an. Dieses Engagement kam durch seinen ehemaligen Trainer Scarone zustande, der nun für Peñarol verantwortlich war. Die uruguayischen Presseorgane standen diesem Transfer allerdings ablehnend gegenüber, da sie in Linazza ebenso einen namenlosen Argentinier wie in dem etwa zur selben Zeit verpflichteten Ecuadorianer Alberto Spencer einen nicht wirklich hilfreichen Spieler aus einem fußballerischen Exotenland sahen. Bereits bei seinem Debüt für die Montevideaner am 8. März 1960 gegen Club Atlético Atlanta steuerte er einen und sein mitkritisierter Mannschaftskollege Spencer drei Treffer zum 6:2-Sieg bei. Vier Tage später trafen beide beim 5:0-Sieg über CA Tigre ebenfalls. Mit den „Aurinegros“ gewann er sodann rund eine Woche später das Finale um die Uruguayische Meisterschaft des Jahres 1959, deren Finale erst am 20. März 1960 ausgespielt wurde. Mit einem verwandelten Elfmeter stellte er dort den 2:0-Endstand her. Auch den Landesmeistertitel Primera División der Saison 1960 holte sein Verein in jenem Jahr. 1960 gewann sein Verein zudem die seinerzeit noch als Copa Campeones de América bezeichnete Copa Libertadores. Im Wettbewerb 1960 stellte ihn Trainer Roberto Scarone in beiden Finalspielen gegen den Club Olimpia in der Startelf auf. Auch in den beiden Partien um den Weltpokal des Jahres 1960, den man letztlich dem Gegner Real Madrid überlassen musste, lief er von Beginn an auf. 1961 setzte er seine Karriere in Chile bei Unión Española fort. 1965 kehrte er nach Montevideo zurück und stand diesmal beim Danubio FC unter Vertrag. Nach Karriereende verblieb er in Uruguay. Er arbeitete in einem Gebäude in Punta del Este als Pförtner, wo er schließlich auch am dortigen Playa Brava genannten Atlantikküstenabschnitt wohnte und im Dezember 2007 verstarb.

### Erfolge
- Copa Campeones de América: 1960
- Peruanischer Meister: 1957
- Uruguayischer Meister: 1959, 1960